# Hyloscirtus platydactylus
Hyloscirtus platydactylus là một loài ếch trong họ Nhái bén.
Loài này có ở Colombia và Venezuela.
Môi trường sống tự nhiên của nó là các khu rừng vùng núi ẩm nhiệt đới hoặc cận nhiệt đới, sông, và các khu rừng trước đây bị suy thoái nặng nề. Loài này đang bị đe dọa do mất môi trường sống.